# Рјечка (Банска Бистрица)
Рјечка (слч. Riečka) насељено је мјесто са административним статусом сеоске општине (слч. obec) у округу Банска Бистрица, у Банскобистричком крају, Словачка Република.

## Становништво
| Година:    | 1994. | 2004.    | 2014.    | 2024.    |
| ---------- | ----- | -------- | -------- | -------- |
| Број људи: | 522   | 604      | 764      | 868      |
| Разлика:   |       | +15,70 % | +26,49 % | +13,61 % |

| Година:    | 2023. | 2024.   |
| ---------- | ----- | ------- |
| Број људи: | 873   | 868     |
| Разлика:   |       | -0,57 % |

Према подацима о броју становника из 2011. године насеље је имало 732 становника.